# Françoise
Françoise és un personatge de la novel·la de Marcel Proust, A la recerca del temps perdut.
És un personatge molt àmpliament inspirat de Celeste Albaret, minyona de l'autor. Françoise ha estat servint a casa de la tante Léonie abans d'entrar al servei del narrador. Si el seu nom la lliga, d'una manera diferent que la noblesa, a una identitat històrica, és perquè s'utilitza sovint per il·lustrar reflexions sobre la gent. Françoise travessa la gairebé totalitat de la novel·la. És de vegades generosa, de vegades insensible, respecte al narrador per exemple, del qual ella diu que «no val la corda per a penjar-se».
No estima Albertine des que la coneix. Ella prevé el narrador que li causarà tristesa.
Françoise és també presentada com extremadament hàbil a expressar-se, i té sovint influència sobre el narrador. En aquest sentit, és l'hereva dels scapins i dels arlequins del segle xvii.
És una cuinera excel·lent, que hom descobreix ferotge envers els chefs cèlebres del seu temps, amb l'única excepció del Cafè Anglès. El senyor de Norpois considera deliciós el seu bœuf bourguignon, cosa que ella troba del tot natural.

## Intèrprets en adaptacions cinematogràfiques
- Denise Gence a Les Cent Livres : À la recherche du temps perdu, de Claude Santelli (1971)
- Hélène Surgère a Le Temps retrouvé, de Raoul Ruiz (1999)
- Liliane Rovère a La Captive, de Chantal Akerman (2000)
- Anna Danais a À la recherche du temps perdu, de Nina Companeez (2011)